# 盧昶
盧 昶（ろ ちょう、生年不詳 - 516年）は、北魏の官僚・軍人。字は叔達。小字は師顔。本貫は范陽郡涿県。

## 経歴
盧度世の子として生まれた。経書や史書を広く学んで、若くして名声があった。494年（太和18年）、太子中舎人・兼員外散騎常侍となり、南朝斉に対する使者をつとめた。ときに斉の明帝が即位すると、北魏の孝文帝は南征の軍を発し、盧昶の兄の盧淵を別道の将として従軍させた。江南の地にあった盧昶の立場は微妙なものとなり、腐った米や臭いのひどい魚を供されて冷遇されたものの、帰国することができた。辱めを受けて生還したことを責められ、盧昶は免官された。数年を経て、彭城王元勰の友として任用され、秘書丞に転じた。500年（景明元年）、中書侍郎となり、給事黄門侍郎・幽州大中正の任を受けた。後に散騎常侍に転じ、尚書を兼ねた。
503年（景明4年）、洛陽が白鼠を捕らえて献上した。盧昶は外任の刺史が上の命に逆らい、民衆に乱暴をおこなって、人民の怨嗟がたまると白鼠が現れるものであると解説し、汚官を追放して租税や労役を軽減し、民力を休養させるよう上奏した。侍中に転じ、吏部尚書を兼ねた。まもなく侍中のまま、正式に吏部尚書となった。盧昶は職分を守るだけで、特に人物を推挙しようとはしなかった。侍中の元暉らと馴れ合って、宣武帝に気に入られたが、これらの行為は当時の士人たちに非難された。
後に盧昶は鎮東将軍・徐州刺史として出向した。511年（永平4年）、南朝梁の琅邪郡の民の王万寿が琅邪東莞二郡太守の劉晣ら40人あまりを殺害して、北魏の徐州に首級を送り届けてきた。盧昶は張天恵に200人の精鋭を率いさせて、応援に向かわせた。梁の鬱洲から2軍が派遣されて張天恵の進軍をはばむと、張天恵は朐山城内の王万寿と呼応して、梁軍を撃破した。盧昶は傅文驥を派遣して朐山に入らせた。梁の将軍の張稷・馬仙琕・陰虔和らが進発し、朐山を包囲した。盧昶は魏軍を率いて朐山の救援に向かった。盧昶は宣武帝に兵6000の増援と米10万石を求めたが、宣武帝は4000の兵を送るのみであった。朐山は食糧が尽きて、傅文驥は梁に降伏した。盧昶は逃走して梁軍の追撃を受け、大敗を喫した（朐山の戦い）。盧昶は単騎で郯城に逃げ込むと、甄琛に逮捕され、敗戦の罪を問われて免官された。
しばらくして太常卿として任用された。安西将軍・雍州刺史となり、さらに鎮西将軍の号を受けて、散騎常侍の位を受けた。516年（熙平元年）、在官のまま死去した。征北将軍・冀州刺史の位を追贈された。諡は穆といった。

## 子女
- 盧元聿（字は仲訓、孝文帝の娘の義陽長公主を妻に迎え、駙馬都尉、太尉司馬・光禄大夫となった）
- 盧元明
- 盧元緝（字は幼緒、酒癖が悪く、宴席での些細な不満から客を手討ちにしたことがあった、秘書郎、司徒祭酒、輔国将軍・司徒司馬）

## 伝記資料
- 『魏書』巻47 列伝第35
- 『北史』巻30 列伝第18